# Wołkorabiszki
Wołkorabiszki (lit. Varkalabiškės) – wieś na Litwie, w okręgu wileńskim, w rejonie wileńskim, w gminie Rukojnie.

## Historia
Pod zaborami i w II Rzeczypospolitej wieś i majątek ziemski (folwark). W XIX i w początkach XX w. położone były w Rosji, w guberni wileńskiej, w powiecie wileńskim, w gminie Rukojnie. Po I wojnie światowej pod administracją polską, w Zarządzie Cywilnym Ziem Wschodnich. W latach 1920–1922 w składzie Litwy Środkowej.
Od 11 kwietnia 1922 leżały w Polsce, w województwie wileńskim, w powiecie wileńsko-trockim, do 1 kwietnia 1927 w gminie Rukojnie, następnie w gminie Rudomino. W 1931 miejscowość liczyła:
- majątek – 23 mieszkańców, zamieszkałych w 2 budynkach,
- wieś – 155 mieszkańców, zamieszkałych w 31 budynkach[3].

Od 4 lipca 1944, podczas trwania operacji „Ostra Brama”, w Wołkorabiszkach mieścił się sztab Okręgu Wilno Armii Krajowej z jego komendantem płk. Aleksandrem Krzyżanowskim. Po zajęciu Wileńszczyzny przez sowietów, komuniści aresztowali tu oficerów AK, zwołanych na rzekomą odprawę z komendantem okręgu.
Po II wojnie światowej w granicach Związku Sowieckiego. Od 1991 na niepodległej Litwie.